# Émile Devic
Émile Devic, né le 3 octobre 1836 à La Terrisse (Aveyron) et mort le 15 janvier 1913 à Espalion (Aveyron), est un homme politique français.

## Biographie
Avocat, il est conseiller général du Canton de Sainte-Geneviève-sur-Argence et sous-préfet d'Espalion de septembre 1870 à 1875. Il est député de l'Aveyron de 1881 à 1884, siégeant au groupe de l'Union républicaine. Il démissionne en 1884 pour devenir président du tribunal civil d'Espalion.

## Sources
- « Émile Devic », dans Adolphe Robert et Gaston Cougny, Dictionnaire des parlementaires français, Edgar Bourloton, 1889-1891 [détail de l’édition]